# Београдски круг кредом
Београдски круг кредом је лист за књижевност, уметност и културу.
Први број листа је објављен у мају 2018. године.

## Периодичност
Београдски круг кредом излазе повремено, и до сада је објављено двадесет и седам бројева.
Лист се објављује у штампаном облику, а укупни тираж се креће око сто примерака по броју.

## Уредници
- Зоран Илић, главни и одговорни уредник,
- Дарко Хабазин,
- Зоран Шкиљевић, уредник за прозу,
- Милош Настић, уредник за поезију
- Оливер Јанковић, уредник за прозу,